# The Faithful Heart (1932)
The Faithful Heart é um filme britânico de 1932, do gênero drama romântico, dirigido por Victor Saville e estrelado por Herbert Marshall, Edna Best e Mignon O'Doherty.
Trata-se duma adaptação da peça homônima de Monckton Hoffe.[carece de fontes?]

## Elenco
- Herbert Marshall - Waverly Ango

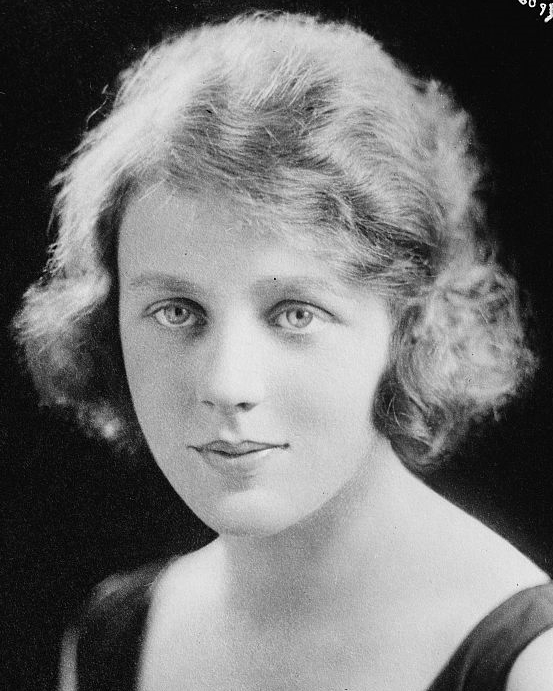
Edna Best

- Edna Best - Blackie Anderway / Filha de Blackie
- Mignon O'Doherty - Miss Gattiscombe
- Laurence Hanray - Major Ango
- Anne Grey - Diana
- Athole Stewart - Sir Gilbert Oughterson